# Tellina lutea
Tellina lutea — вид морських двостулкових молюсків ряду Венероїдні (Veneroida). 
Інші можливі назви- теліна жовта, теліна велика аляскінська.
Вид поширений на півночі Тихого океану біля західного узбережжя  Північної Америки та   Східної Азії. Скам'янілі рештки виду відомі починаючи з міоцену, найдавніші датуються віком 11,6 млн років.
Мушля завдовжки 6,5-11,5 см. 